# Hydroptila hoffmannae
Hydroptila hoffmannae är en nattsländeart som beskrevs av Bueno-soria och Santiago de Fragoso 1996. Hydroptila hoffmannae ingår i släktet Hydroptila och familjen smånattsländor. Inga underarter finns listade i Catalogue of Life.